# Rhodophiala fulgens
Rhodophiala fulgens là một loài thực vật có hoa trong họ Amaryllidaceae. Loài này được (Hook.f.) Traub miêu tả khoa học đầu tiên năm 1953.